# Joe Salisbury
Joe Salisbury (n. 20 aprilie 1992) este un jucător profesionist de tenis britanic. Este un specialist în dublu, cea mai înaltă poziție în clasamentul mondial fiind locul 1 mondial, în aprilie 2022. A câștigat 17 titluri de dublu în ATP Tour și două titluri la dublu mixt. 
A câștigat șase titluri majore: Australian Open 2020, US Open 2021, US Open 2022 și US Open 2023 la dublu masculin în parteneriat cu Rajeev Ram și French Open 2021 și US Open 2021 la dublu mixt, în parteneriat cu Desirae Krawczyk. Salisbury a fost, de asemenea, finalist la dublu masculin la Australian Open 2021 și French Open 2025 și la dublu mixt la Wimbledon 2021.